# Limont-Fontaine
Limont-Fontaine település Franciaországban, Nord megyében. Lakosainak száma 532 fő (2022. január 1.). Limont-Fontaine Hautmont, Saint-Aubin, Saint-Remy-du-Nord, Bachant, Beaufort, Éclaibes és Écuélin községekkel határos.

## Népesség
A település népességének változása:
| Lakosok száma | 575  | 561  | 567  | 563  | 557  | 550  | 544  | 539  | 532  |
|               | 2013 | 2015 | 2016 | 2017 | 2018 | 2019 | 2020 | 2021 | 2022 |